# Wetenschappelijk Bureau GroenLinks
Wetenschappelijk Bureau GroenLinks (eerder: Bureau De Helling) is het wetenschappelijk bureau van GroenLinks. Ook buiten GroenLinks streeft het bureau de discussie over het gedachtegoed van GroenLinks te stimuleren.

## Geschiedenis
Wetenschappelijk Bureau GroenLinks is in 1989 opgericht. De eerdere naam Bureau De Helling is vernoemd naar het tijdschrift De Helling. Dit tijdschrift voor linkse politiek verscheen voor het eerst in 1987 en werd opgericht door een aantal personen die verbonden waren aan de wetenschappelijke bureaus van de CPN (Instituut voor Politiek en Sociaal Onderzoek), de PSP (Wetenschappelijk Bureau PSP) en de PPR (Studiebureau voor Radikale Politieke Vernieuwing). De titel van het tijdschrift verwees naar de behoefte om het linkse gedachtegoed op helling te zetten, dat wil zeggen opnieuw te bevragen en te herzien. De oprichting van het blad was een van de eerste stappen in de oprichting van GroenLinks. Na de oprichting van De Helling wordt het blad door het bureau uitgegeven.
Tot 2010 heette het Bureau "Wetenschappelijk Bureau GroenLinks"; van 2010 tot (uiterlijk) 2020 was de naam van het blad ook in haar eigen naam verwerkt. Tot 2008 had het wetenschappelijk bureau een bestuur, sindsdien is de wetenschappelijk directeur de enige bestuurder van de stichting en is er een raad van advies.

## Taken en activiteiten
Het bureau geeft het blad De Helling uit. Het jongerennetwerk van het WB is Hellingproef (Jong Wetenschappelijk Bureau van GroenLinks). In aanloop naar de landelijke verkiezingen, zoals voor de Tweede Kamer en het Europees Parlement, houden ze zich ook bezig met het opstellen van het verkiezingsprogramma.

## Directeuren
| van  | tot   | naam                  | achtergrond                     |
| ---- | ----- | --------------------- | ------------------------------- |
| 2020 | heden | Noortje Thijssen      | Socioloog                       |
| 2017 | 2020  | Robbert Bodegraven    | Letterkundige, journalist       |
| 2016 | 2017  | Rosalie Smit          | Antropoloog                     |
| 2013 | 2016  | Jasper Blom           | Politiek econoom                |
| 2010 | 2013  | Dick Pels             | Socioloog, professor, publicist |
| 2004 | 2010  | Bart Snels            | Econoom, journalist             |
| 2000 | 2004  | Caroline van Dullemen | Socioloog, journalist           |